# John Frusciante
John Anthony Frusciante (New York, 1970. március 5. –) a Red Hot Chili Peppers rockegyüttes egykori, majd jelenlegi gitárosa, mivel 2019 decemberében az együttes bejelentette, újra csatlakozik hozzájuk. A Rolling Stone által megnevezett három Modern Guitar God egyike és a BBC6 Axe Factor választása szerint Az utóbbi 30 év legjobb gitárosa, napjaink egyik legtehetségesebb, legsokoldalúbb gitárosa, zeneszerzője, előadója.

## A kezdetek
Apja, idősebb John régebben zongorista volt, később ügyvéd, aztán bíró a helyi bíróságon. Édesanyja, Gail, tehetséges énekes (ő vezeti a befejező énekkórust az Under the Bridge című számon) de végül háziasszonyként élt, amikor férje karrierje fordulóponthoz érkezett. 
Családjával Queensben élt, mielőtt az arizonai Rucsonba költöztek volna, azután Floridában éltek egy évig. Ezalatt az idő alatt John szülei elváltak. Ennek eredményeképpen John az anyjával a kaliforniai Santa Monicába költözött. 9 éves korában nagy hatással volt rá a gördeszka, a kaliforniai zene nagy képviselőivel együtt mint pl.: Kiss, Aerosmith és különösen a Germs, akinek a számait egy évvel később már gitáron játszotta.
11 évesen veszi az első gitárleckéjét, majd anyjával és mostohaapjával Mar Vistába költözik. Emellett Johnt rengeteg új zenei hatás éri. Ezentúl Jimmy Page-et, Jeff Becket, Jimi Hendrixet (akinek a hatása a mai napig érezhető gitár játékán) és Frank Zappát hallgat főként miközben zenei stílusukra és technikájukra koncentrál leginkább. Mikor 14 éves lett felveszi első négy számból álló albumát. 17 évesen otthagyja az iskolát és Los Angelesbe költözik. Ebben az időben óriási hangsúlyt fektet a gitárjátékra, 10-15 órát gyakorol naponta. Jelentkezik Zappa meghallgatására, aki új gitárost keres, de várakozás közben meggondolja magát, és elmegy, mert úgy gondolja hogy nem lenne képes helyt állni.
1988-ban John a fekete bőrű dobossal, DH Peligróval jamel, aki jól tudja, hogy a fiatal Frusciante már 15 éves kora óta Red Hot Chili Peppers-rajongó, aki kívülről tudja az összes gitár és basszusgitár témát, s néha még barátjainak is kifizeti a belépőjegyet a koncertekre, csak hogy ők is részesedjenek a RHCP zenéjéből. Peligro így aztán meghívta barátját, Flea-t, a Peppers basszusgitárosát egy közös zenélésre. Flea-re óriási hatással van Frusciante, ebből az első jamelésből született a későbbi Mother's Milk albumra is felkerült Pretty Little Ditty c. szám, melynek riffjével később a Crazy Town nevű együttes is világhírűvé vált. 1988 nyarán herointúladagolásban meghalt a RHCP addigi gitárosa, Hillel Slovak, Flea-nek pedig kézenfekvő volt, hogy a legjobb választás a 18 éves, azonban külsőre és stílusra is kísértetiesen hasonló Frusciante lesz.
A fiatal gitáros bevallása szerint, az a pillanat volt a legtisztább, legőszintébb boldogság, amit egész életében valaha is érzett, amikor megtudta, hogy bekerült élete első zenekarába, a Red Hot Chili Peppersbe.

## Munkássága

### Mother's Milk – az első lemez
Nem sokkal Frusciante bemutatkozása után, 1989-ben elkészült a RHCP 4. stúdiólemeze, a Mother's Milk, melyen végig John gitározik, s bemutatkozott a zenekar új dobosa, Chad Smith is. Noha ekkor még Frusciante stílusát nagyban befolyásolta elődje, Hillel Slovak játéka, új ötleteiből és gitártémáiból olyan slágerek születtek meg, mint a Knock Me Down, a Subway To Venus, vagy a rádiók által éjjel-nappal játszott Stevie Wonder-feldolgozás, a Higher Ground. A 19 éves John Fruscianteval rögzített album végül aranylemez lett, s előrevetítette a zenekar következő albumának sikerét is.

### Blood Sugar Sex Magik – a második album
Az alig 21 éves Fruscianteval, akit sokan már gitárzseniként emlegettek, a második közös lemezüket 1991-ben készítették el. Az album zeneanyagának felvételeire egy Hollywood Hills-i üresen álló villában került sor, melyet újdonsült producerük, Rick Rubin bérelt ki számukra. A zenekar tagjai teljes elszigeteltségben dolgoztak az új dalokon, melyekben továbbra is keveredtek a funky-, a rap- és a rockzene elemei. Flea és Frusciante gyakran szívtak el egy-egy szál marihuánás cigarettát, inspirációt merítve ezzel egyébként sem szegényes gitárjátékukhoz.
Az album 1991. szeptember 24-én jelent meg és már megjelenése pillanatában hatalmas siker lett. Olyan sikerszámok szerepelnek a korongon, mint a pörgős Suck My Kiss, a lírai I Could Have Lied, az őrült Give It Away vagy a balladaszerű Under The Bridge.
A lemez a Billboard lista 3. helyére került és csak az Egyesült Államokban több mint hétmillió példányban kelt el. A váratlan siker hamarosan az ismert zenekarok közé emelte a Chili Pepperst de Frusciante nem tudta igazán feldolgozni a hirtelen jött hírnevet és kétségei támadtak a zenekar népszerűségével kapcsolatban.
Anthony Kiedis, a Chili Peppers énekese, így idézi Frusciantét visszaemlékezéseiben: „John azt mondta, ’ Túl népszerűek vagyunk. Nincs szükségem ilyen mértékű sikerre. Egyszerűen csak klubokban szeretnék zenélni, mint ahogy ti tettétek, srácok két éve.’” Frusciante később elmondta, hogy a zenekar népszerűségének növekedése „túl gyors és túl nagymértékű volt. Minden mintha egyszerre történt volna és ezt én nem tudtam feldolgozni.” Úgy érezte ki kell lépnie a zenekarból. Amikor a Chili Peppers világ körüli turnéra indult hangokat hallott a fejében, melyek azt mondták neki „ne csináld végig a turnét, most kell elmenned.” Mint később elmondta a nagy népszerűséget, melyet gyűlölt, a heroin segítségével sem tudta már elviselni, és alábbhagyott olthatatlan vágya arra, hogy a Red Hot Chili Peppersben zenéljen. Pedig nemrégiben még híres, a lányok körében népszerű rocksztár szerepére készült.
1992. május 7-én a sibujai Club Quattro-beli fellépés előtt bejelentette zenésztársainak, hogy elhagyja a zenekart. A többiek rábeszélték, hogy még aznap este lépjen fel velük. Megtette, de a következő reggelen már hazarepült Kaliforniába.

### 1992–1997: Drogfüggőség, szólólemezek
A Chilivel eltöltött évek és a világ körüli turné idején – melynek sikerét és népszerűségét oly nehezen viselte – Frusciante már komoly drogproblémákkal küzdött. Nemcsak a marihuánát fogyasztotta óriási mennyiségben, hanem elkezdte használni a heroint is és csakhamar a függőség határán találta magát.
Hazatérve kaliforniai otthonába súlyos depresszióval küzdött, úgy érezte semmit nem ér az élete, és hogy már soha nem lesz képes zenét szerezni vagy gitárt venni a kezébe. Frusciante szerint depressziójának heroinnal való „gyógykezelése” egyszerű döntés volt: „Alapból nagyon lehangolt voltam, de mindig boldog, amikor drogoztam; ezért állandóan drogoznom kellett. Soha nem volt bűntudatom, igazán büszke voltam a szenvedélyemre.”
Hosszú ideig csak a festés érdekelte, majd később azokon a számokon dolgozott, melyeket még a Blood Sugar Sex Magik album munkálatai közben írt. A zenei anyagot saját nappalijában egy négysávos magnón rögzítette majd 1994. március 8-án Niandra Lades And Usually Just A T-shirt címen adta ki első szólóalbumát, mely album hangzása merőben eltér a Chili Peppers funky stílusától.
Ez időben Hollywood Hills-beli házába begubózva, óriási rendetlenségben élt. A ház belső falait az általa készített graffitik és festmények borították. A ház és tulajdonosa akkori állapotát hűen tükrözi barátai, Johnny Depp és Gibby Haynes, által készített, a Stuff címet viselő rövid dokumentumfilm. A házzal végül egy tűz végzett, melyben megsérült értékes gitárgyűjteménye is.
1997. augusztus 26-án jelentette meg második szólóalbumát, a Smile From The Streets You Hold címmel. A lemezen már jól érezhető, hogy technikai tudása nagy mértékben megkopott, hangja gyenge, fátyolos, szinte végigköhögi a teljes albumot, meg sem közelítette már régi önmagát.
A lemez forgalmazását később leállíttatta, mondván egy nap majd újra kiadja.

### 1997–2002: Rehabilitáció és visszatérés a Red Hot Chili Peppersbe
1997 végén több mint 5 év erőteljes drogfogyasztás után Frusciante felhagyott a heroin használatával. Igaz még hónapok múlva sem tudott lemondani a kokainról és az alkoholról. 1998 januárjában régi barátja Bob Forrest unszolására bevonult egy drogelvonó klinikára Las Encinasra, Pasadenán, hogy teljesen kigyógyuljon függőségéből. A klinikán egy kezdődő szájfertőzést diagnosztizáltak nála, s hogy ne súlyosbodjon állapota fogait eltávolították és műfogsort kapott. Karjain bőrátültetést végeztek, megpróbálták eltüntetni a tűszúrások okozta tályogokat, melyek nyomai még ma is láthatók.
Majd egy hónap után hagyta el a klinikát az újra egészséges Frusciante. Nagy változásokat eszközölt életstílusán. Étrendjében csak egészséges ételek szerepeltek, egészségközpontúan élt. Rendszeresen jógázott és gyakorolta a vipassanát, megtanulta fegyelmezni testét, egy időre még a szexről is lemondott. Mindezen változások elősegítették, hogy teljesen maga mögött hagyja a drogos éveket. Frusciante büszkén tekint vissza élete ezen szakaszára, hiszen képes volt újra élni és szembenézni a világgal és önmagával.
Egykori zenésztársa, Flea, végig kitartott mellette, gyakran látogatta és próbálta tartani benne a lelket. Miután Frusciante meggyógyult Flea felajánlotta neki, hogy ismét zenéljenek együtt a Red Hot Chili Peppersben. Frusciante örömmel mondott igent, életében másodszor is óriási hatással volt rá, hogy újra tagja lehet kedvenc zenekarának.
Mivel házát és hangszergyűjteményét is elemésztette a tűz, Anthony Kiedis segítette ki pénzzel, hogy újra tudja kezdeni a zenélést. Kitartóan gyakorolt és hamarosan mérhető volt régi önmagával. Így a zenekar 1998 tavaszán elkezdte új albumuk zenei munkálatait. A lemez 1999. június 8-án jelent meg Californication címmel és újra sikert hozott a zenekarnak, melyet mi sem igazol jobban, mint a 13 millió eladott példány. A lemezen olyan számok szerepelnek többek között, mint az Around the World, a Scar Tissue, az Otherside, a címadó Californication és a zenekar újra egymásra találásáról szóló Road Trippin’.
Frusciante az album zenei anyagát addigi legjobb munkájaként jellemezte.
A zenekar ismét világ körüli turnéra indult, miközben John szorgalmasan írta saját dalait is. 2001-ben megjelentette újabb szólóalbumát To Record Only Water For Ten Days címmel. Ez az album is az otthonában készült, de már nem négy- hanem nyolcsávos digitális technikával rögzítve. Hangzása sokkal érettebb és kidolgozottabb, mint előző lemezei. Az album megjelenésének évében kisebb koncertsorozatot adott Európában és Észak-Amerikában. A turné minden állomásán egy szál akusztikus gitárral lépett fel. Ugyanebben az évben From The Sounds Inside címmel egy újabb dalgyűjteményt állított össze, de ezt csak honlapjára tette fel, hogy rajongói ingyen, mintegy ajándékképpen letölthessék zenéjét.
2002-ben jelent meg az együttes By The Way című lemeze, mely az előzőhöz hasonló sikert aratott. Megjelenése után az együttes világ körüli turnéra indult.

### 2002–2009: Stadium Arcadium, szólólemezek
2004 februárjában Josh Klinghoffer és Joe Lally közreműködésével megalakult az Ataxia formáció. A két hétig tartó felvételek után, mely során kétalbumnyi anyagot rögzítettek, két fellépés következett. Ezek után a formáció feloszlott. Első lemezük Automatic Writing címmel jelent meg 2004-ben. A másodikat 2007 májusában adták ki AW II néven.
2004 februárjában megjelent a Shadows Collide With People. Ezután Frusciante bejelentette, az elkövetkező hat hónapban hat lemeze fog megjelenni. Ezek a következők: The Will to Death, DC EP, Inside of Emptiness, A Sphere in the Heart of Silence, Curtains és ide tartozik az Automatic Writing is.
2005-ben a Red Hot Chili Peppers ismét stúdióba vonult, hogy elkészítse új albumát, a Stadium Arcadiumot. A helyszín ismét a BSSM felvételeként is szolgáló ház volt. Frusciante gitárjátéka minden eddiginél meghatározóbb ezen a lemezen, s a legtöbb számban háttérvokált is énekel. Számos gitárt és egyéb hangszert hallhatunk tőle a felvételeken. Végül 28 szám került a dupla albumra.
2007-ben a Stadium Arcadium turné után az együttes bejelentette, hogy egyéves szünetet tartanak, mivel a Californication óta egyfolytában csak dolgoztak és turnéztak. Szeptemberben Flea azt nyilatkozta, hogy a szünet 1 év helyett 2 éves lesz, tehát 2009 közepe felé fognak újra összejönni és beszélni az újrakezdésről.
2008 vége táján átalakult a hivatalos oldala, most már blog formájában írja le a fontosabb dolgokat. (www.johnfrusciante.com)
Tizedik szólóalbuma 2009. január 20-án jelent meg, The Empyrean néven.[Record Collection] 2006 decembere és 2008 márciusa között vette fel az anyagot. Többek között bandatársa Flea és barátja Josh Klinghoffer is játszanak a korongon. Közreműködik még a Sonus Quartet, a New Dimension Singers és Johnny Marr. Frusciante nagyon elégedett az albummal: "sokszor meghallgattam a pszichedelikus élmény kedvéért, amit ez az album ad." A művész így ajánlja szerzeményét: "olyan hangosan hallgassátok, amennyire csak lehet, főleg sötét szobában, késő éjszakai órákban."

### 2009–2020: Második kilépése a Red Hot Chili Peppersből
2009. december 16-án John bejelentette, hogy másodszor is kiszáll a Chiliből. "Amikor egy éve kiléptem a zenekarból, éppen meghatározatlan idejű szünetet tartottunk. Nem volt dráma vagy harag, s a többiek nagyon megértően fogadták a hírt. Támogatják, hogy azt tegyem, ami boldoggá tesz és én ugyanezt érzem viszont. Hogy egyszerűen fogalmazzunk: zenei elképzeléseim más irányba vezetnek.” – nyilatkozta Frusciante, aki azt is hozzátette, hogy szereti a zenekart és mindazt, amit együtt összehoztak. „Az elmúlt tizenkét esztendő alatt mint magánember és mint alkotó is változtam – olyannyira, hogy ha a korábbi vonalak mentén folytatnám további munkáimat, az a természetem ellen való volna. Nem volt választásom – egész egyszerűen az kell legyek, aki vagyok, és azt kell tennem, amit tennem kell.”
John 2012 nyarán jelentette be honlapján, hogy kiad egy új kislemezt és egy nagylemezt is. A 15 perces kislemez 2012. július 17-én jelent meg Letur-Lefr néven, amely 5 számot tartalmazott. Majd szeptember 25-én jött a nagylemez is, PBX Funicular Intaglio Zone néven, rajta 9 számmal (a japán kiadáson 11 dal). Ezek az albumok teljesen elütnek az eddigi munkálataitól, műfaja John elmondása szerint progresszív szintipop.

### Zenei stílusa
Pszichedelikus rock, funky

## Diszkográfia
- Niandra Lades and Usually Just a T-Shirt (1994)
- Smile from the Streets You Hold (1997)
- To Record Only Water for Ten Days (2001)
- From the Sounds Inside (2001)
- Shadows Collide with People (2004)
- The Will to Death (2004)
- Inside of Emptiness (2004)
- Curtains (2005)
- DC EP (2006)
- The Empyrean (2009)
- PBX Funicular Intaglio Zone (2012)
- Letur-Lefr (2012)
- Outsides EP (2013)
- Enclosure (2014)
- Renoise tracks 2009-2011 (2015)
- Trickfinger (2015)
- Foregrow (2016)
- Trickfinger II (2017)
- Maya (2020)

## Hangszerek

### Gitárok
- Fender 1955 Stratocaster, Sunburst
- Fender 1962 Stratocaster, Sunburst
- Fender 1962 Stratocaster, White
- Fender 1962 Stratocaster, Fiesta Red
- Fender 1962 Jaguar, Fiesta Red
- Fender 1965 Telecaster, Sunburst
- Gretsch 1955 White Falcon
- Gibson Les Paul Black Beauty
- Martin&co 000-15

### Erősítők
- 2 db Marshall Silver Jubilee 25/50 erősítőfej
- 1 db Marshall 200 Watt Major erősítőfej
- 6 db Marshall 4x12 hangláda gyári Celestion hangszórókkal

### Pedálok
- Boss DS-2 Turbo Distortion
- Ibanez WH-10 Wah
- Boss CE-1 Chorus Ensemble
- Boss FV-50 Volume
- MXR Phase 90 Phaser
- MXR Micro Amp
- Line6 FM-4 Filter Modeler
- Line6 DL-4 Delay Modeler
- Moog MF-101 Low-Pass Filter
- Moog MF-102 Ring Modulator
- Moog MF-103 12-Stage Phaser
- Moog MF-105 MuRF
- Moog MF-105B Bass MuRF
- Moog EP-2 Expression Pedal
- Moog CP-251 Control Processor
- Electro-Harmonix Big Muff Pi
- Electro-Harmonix English Muffin'
- Electro-Harmonix Holy Grail Reverb
- Electro-Harmonix Microsynth
- Electro-Harmonix Electric Mistress
- Electro-Harmonix POG
- Zvex Fuzz Factory
- Dunlop Crybaby
- Mosrite Fuzzrite
- Digitech Whammy

### Pengető
- Dunlop Tortex 0.60 mm